# اسدآباد (مشگین‌شهر)
اسدآباد یک روستا در ایران است که در دهستان ارشق مرکزی واقع شده‌است. اسدآباد ۹۳ نفر جمعیت دارد.